# Payday 3
Payday 3 è un videogioco cooperativo di genere sparatutto in prima persona sviluppato da Starbreeze Studios e pubblicato da Deep Silver nel 2023. Terzo capitolo della serie Payday e sequel di Payday 2, il gioco è stato rilasciato il 21 settembre 2023 per PlayStation 5, Windows e Xbox Series X/S. Payday 3 ha ricevuto recensioni miste da parte della critica ed è risultato inferiore alle aspettative di vendita di Starbreeze ed Embracer Group.

## Ambientazione
Payday 3 è ambientato dopo gli eventi di Payday 2, in cui la banda dei Payday si era separata abbandonando la vita criminale. Tuttavia, a causa di un tradimento e della conseguente perdita di tutto il denaro, i membri decidono di tornare al crimine organizzato.
Il gioco si svolge principalmente a New York, negli anni 2020, in un contesto più moderno e complesso rispetto ai capitoli precedenti. L'ambientazione introduce nuovi elementi, come la sorveglianza avanzata, l'espansione del dark web e l'ascesa delle criptovalute, offrendo un'esperienza più dinamica e al passo con i tempi.
Tornano i personaggi originali di Payday: The Heist, ovvero Dallas, Chains, Wolf e Hoxton, a cui si aggiungono altri cinque personaggi: Joy, Houston, Clover e Jacket, già presenti in Payday 2, e una nuova arrivata, Pearl.

## Sviluppo
Lo sviluppo di Payday 3 è stato confermato nel maggio 2016 da Starbreeze Studios, dopo l'acquisizione dei diritti della proprietà intellettuale da 505 Games per circa 30 milioni di dollari.
Nel marzo 2021, la società Plaion ha annunciato un investimento di 50 milioni di euro per supportare lo sviluppo e il marketing del titolo, includendo anche oltre 18 mesi di supporto post-lancio secondo il modello games as a service.
Payday 3 è stato inizialmente sviluppato utilizzando Unreal Engine 4, con l’intenzione di migrare successivamente a Unreal Engine 5. Il gioco è stato progettato per garantire parità tra versioni console e PC, a differenza del suo predecessore, grazie all’adozione dell’Unreal Engine.
Il primo teaser ufficiale, intitolato A New Criminal Dawn, è stato pubblicato il 1º gennaio 2023, svelando il logo del gioco. Nel giugno dello stesso anno è stata annunciata la data di uscita: il 18 settembre 2023 per le edizioni Silver e Gold, mentre la Standard Edition è stata resa disponibile dal 21 settembre.

## Accoglienza
| Testata                    | Versione | Giudizio     |
| -------------------------- | -------- | ------------ |
| Metacritic (media al 2023) | PC       | (PC) 66/100  |
| Metacritic (media al 2023) | PS5      | (PS5) 61/100 |
| Digital Trends             | PC       | 3.5/5        |
| Eurogamer                  | PC       | 3/5          |
| Famitsu                    | PC       | 30/40        |
| IGN                        | PC, PS5  | 7/10         |

Payday 3 ha ricevuto recensioni miste o nella media da parte della critica, secondo il sito aggregatore di recensioni Metacritic. In Giappone, la rivista Famitsu ha assegnato al gioco un punteggio complessivo di 30 su 40.
Secondo Eurogamer, il titolo è stato definito "uno sparatutto superficiale che non offre abbastanza per il prezzo pagato", mentre IGN ha evidenziato un inizio promettente per le rapine cooperative, pur sottolineando la scarsità di contenuti iniziali. Anche Digital Trends ha sottolineato come il gioco non rivoluzioni la formula dei capitoli precedenti, ma riconosce una buona selezione di rapine iniziali, indicativa di un potenziale successo come gioco live service.

### Lancio e controversie
Al lancio, il gioco ha subito gravi problemi ai server, dovuti a un enorme afflusso di giocatori, rendendo l'esperienza quasi ingiocabile a causa della natura esclusivamente online del titolo. I disservizi sono proseguiti per diversi giorni. Nonostante ciò, Starbreeze Studios ha annunciato che oltre 1,3 milioni di giocatori avevano provato il gioco durante il primo weekend.
La necessità di una connessione permanente a Internet ha generato forti critiche, poiché impediva l’accesso alla modalità giocatore singolo durante i numerosi problemi ai server. L'assenza di una modalità offline ha suscitato proteste da parte della community, che ha abbandonato in massa il titolo nei giorni successivi, causando un calo significativo dell’attività su Steam.

### Vendite
Nel mese di settembre 2023, Payday 3 si è classificato come il quinto videogioco più venduto negli Stati Uniti e il sesto nel Regno Unito. Tuttavia, un mese dopo, la base di giocatori su Steam è drasticamente diminuita, con Payday 2 che contava dieci volte più utenti attivi rispetto al nuovo capitolo.
Nel novembre 2023, il gruppo Embracer Group ha dichiarato che il gioco non aveva raggiunto le aspettative di vendita. A febbraio 2024, Starbreeze ha confermato che le vendite e l'attività dei giocatori erano significativamente inferiori rispetto alle previsioni. A marzo 2024, il CEO Tobias Sjögren è stato rimosso dal suo incarico e sostituito temporaneamente da Juergen Goeldner. A maggio 2024, Mats Juhl ha assunto la posizione di CEO ad interim.
A settembre 2024, è stato annunciato il cambio alla direzione creativa del progetto in vista del secondo anno di contenuti: il game director Miodrag Kovačević è stato rimosso, mentre Andreas Häll Penninger e Almir Listo hanno assunto temporaneamente la guida del gioco.
Durante una diretta Heist with Almir di novembre 2024, il CFO e CEO ad interim Mats Juhl ha dichiarato che, fino a quel momento, Payday 3 non aveva generato profitti.
Il 31 marzo 2025, Adolf Kristjansson è stato nominato nuovo CEO di Starbreeze, assumendo ufficialmente l'incarico il 1º aprile. Nel maggio 2025, Starbreeze ha acquisito i diritti di pubblicazione di Payday 3 da Plaion, dichiarando l’intenzione di accelerare significativamente la roadmap dei contenuti.